# 전북특별자치도김제교육지원청
전북특별자치도김제교육지원청(全北特別自治道金堤敎育支援廳, Gimje Office of Education)은 전북특별자치도 김제시를 관할하는 전북특별자치도교육청 산하의 교육지원청이다.
교육장은 장학관으로 보한다.

## 산하 기관

### 초등학교
| - 공덕초등학교 - 광활초등학교 - 금구초등학교 - 금남초등학교 - 금산초등학교 - 김제검산초등학교 - 김제동초등학교 - 김제북초등학교 - 김제중앙초등학교 | - 김제초등학교 - 난산초등학교 - 남양초등학교 - 만경초등학교 - 백구초등학교 - 백석초등학교 - 벽량초등학교 - 봉남초등학교 - 부용초등학교 | - 비룡초등학교 - 성덕초등학교 - 심창초등학교 - 용동초등학교 - 용지초등학교 - 원평초등학교 - 월성초등학교 - 월촌초등학교 - 종정초등학교 | - 죽산초등학교 - 진봉초등학교 - 청운초등학교 - 청하초등학교 - 초처초등학교 - 치문초등학교 - 화율초등학교 - 황강초등학교 - 황산초등학교 |

### 중학교
| - 금구중학교 - 동국대학교 사범대학 부속 금산중학교 - 금성중학교 - 한들중학교 | - 김제중앙중학교 - 김제중학교 - 덕암중학교 | - 만경여자중학교 - 만경중학교 - 봉남중학교 | - 용지중학교 - 청하중학교 - 지평선중학교 |